# Luigi Lucheni
Luigi Lucheni ou Luccheni (Paris, 22 de abril de 1873 - Genebra, 19 de outubro de 1910) foi um anarquista italiano que em 10 de setembro de 1898 assassinou em Genebra a Imperatriz Isabel da Baviera - conhecida como Sissi.

## Biografia
Sua mãe, Luigia Lacchini (ou Lucchini), fora uma serviçal na casa da rica família de Albareto di Borgotaro, em Parma. Luigia engravidou depois de se relacionar com o filho de seu patrão e, desesperada, viajou para Paris, onde viria a nascer seu filho. 
Sem perspectivas e prevendo as pressões sociais que pesariam sobre ela na condição de mãe solteira, Luigia abandonou seu bebê no Hospice des Enfants Assistés e pegou um navio para a América e nunca mais teve nenhum tipo de contato com seu filho. Por um erro de transcrição o sobrenome da criança foi registrado de uma forma "afrancesada": Lucchéni.

### Juventude
Lucheni passou a infância no orfanato Enfants Trouvés de Paris e depois na Itália em outro orfanato de famílias pobres onde era malnutrido e maltratado, o que o levou à mendicância. Para fugir de sua vida amarga, com catorze anos ele escapou de Albareto e começou a vagar pela Europa.

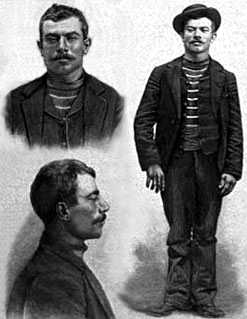
Três imagens de Luigi Lucheni.

### Carreira militar
Prestou o serviço militar no regimento de cavalaria "Monferrato", em Nápoles. Participou como cavaleiro na guerra na África oriental onde prestou serviços sob as ordens do príncipe Raniero de Vera d'Aragona com quem continuou a trabalhar até o fim da guerra, frequentando indiretamente a alta sociedade local. Ambicionava o posto de diretor de cárcere, que não lhe foi dado, e por essa razão deixou Nápoles tornando a vagar errante pela Europa em busca de trabalho para sobreviver.

### Interesse pelo anarquismo
Depois de passar por toda a Europa e ter pensado em emigrar para a América, transferiu-se para Lausanne (Suíça), onde começou a frequentar grupos de anarquistas, politicamente ativos e favoráveis às táticas terroristas dos mais fervorosos. Foi lá que teve contato com as histórias de Ravachol, Auguste Vaillant e de outros adeptos da Propaganda pelo Ato. Especula-se que neste período Luigi Lucheni se dispôs a cometer regicídio, não importando a ele quem seria sua vítima.

## Regicídio

### A arma

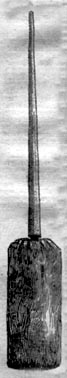
Desenho de reconstituição da lima usada por Lucheni pela polícia suíça

Sem dinheiro suficiente para comprar uma arma de fogo ou um simples punhal, em um local indeterminado comprou uma lima triangular muito grossa que afiou até que ficasse parecida com um estilete. Lucheni adaptou ainda a lima um cabo grosseiro feito com um pedaço rústico de madeira.

### Procurando uma vítima
Pegou um barco e foi até Évian-les-Bainsn onde se hospedava a alta aristocracia européia e adquiriu um catálogo dos hóspedes ilustres, o Evian Programme, encontrado com ele no momento de sua prisão e hoje conservado nos arquivos de Estado de Genebra.
Quando chegou a Genebra em 5 de setembro de 1898 Lucheni pretendia executar o pretendente ao trono da França, príncipe Henrique d'Orleães, alguém havia lhe dito que o príncipe estaria em Genebra na ocasião. No entanto, em pouco tempo na cidade Lucheni ficou sabendo que o príncipe não apenas não estava na cidade, mas já estava morto havia quase um ano, por conta de um infarto fulminante, na primavera de 1897.
Sem um alvo para o magnicídio, perambulou pelas ruas de Genebra onde encontrou Giuseppe Abis della Clara, um italiano como ele, com quem havia servido na cavalaria de Nápoles. Tratador dos cavalos de uma empresa de transportes em Genebra, Giuseppe vinha de uma família que havia servido fielmente ao Império Austro-Húngaro por várias gerações. A despeito disso, foi Giuseppe quem informou a Lucheni da chegada a Genebra da Imperatriz Isabel da Áustria e que sugeriu: "aí está uma que você pode assassinar". Ela estava hospedada no Hotel Beau-Rivage acompanhada apenas pela condessa Irma Sztáray.

### Uma Imperatriz em Genebra
A notícia da presença da Imperatriz em Genebra foi publicada na Tribune de Genève apenas no dia seguinte porque ela viajava incógnita e havia recusado a proteção da polícia da cidade. Ela desembarcou às 13 horas do dia 9 de setembro de 1898 e partiu numa carruagem que a levou até ao Castelo de Pregny onde foi recebida por sua amiga, a Baronesa Rothschild, e só retornou ao hotel por volta das 18 horas. Depois do jantar ela saiu para passear a pé pelas ruas de Genebra acompanhada da condessa Sztaráy que lhe servia de dama de companhia, até à doceria Désarnod, próxima do Grand Théâtre.
Na manhã seguinte, saiu novamente para fazer compras. Vaidosa e a fim de esconder o declínio de sua beleza a Imperatriz, sempre vestida de preto depois do suposto suicídio do seu filho e herdeiro do trono Rudolfo de Habsburgo, costumava usar um véu ou sombrinha o que dificultava o seu reconhecimento. Ela deveria embarcar para Terrilet naquela tarde de 10 de setembro e Luigi Lucheni, que já havia visto de relance a imperatriz em Budapeste, se posicionou no cais Mont-Blanc armado com sua lima transformada em estilete escondida num ramo de flores.

### Um único golpe

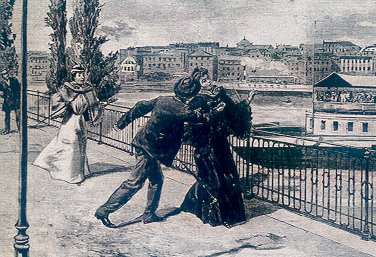
A cena do assassinato de Sissi ocorrido na frente do hotel Beau Rivage, em Genebra

Quando a Imperatriz passou pelo cais, Lucheni a reconheceu imediatamente, estava a espreita há um dia, sem encontrar ocasião para realizar seu plano.
Lucheni caminhou rapidamente entre os pedestres que passavam entre o cais de Mont-blanc e o monumento de Brunswick na direção da imperatriz e de sua dama de companhia. Ao chegar perto de Sissi, Lucheni rapidamente cravou a lima afiada do lado esquerdo de seu peito, com um único e preciso golpe e com tamanha força que passou pelo meio de duas de suas costelas, trespassou o pulmão esquerdo e perfurou um dos ventrículos de seu coração. Deixando Elisabeth caída no chão, Lucheni desapareceu em meio a multidão.
Aparentemente ilesa e ajudada por sua dama de companhia, a imperatriz é colocada de pé e decide seguir caminho para não perder o navio que estava para sair. Quando questionada sobre os motivos do atacante, Elisabeth concluiu que ele aparentemente lhe deu um soco para tentar lhe roubar o relógio de bolso.
A imperatriz conseguiu percorrer 150 metros até o navio, onde suas forças finalmente se esgotaram. Inconsciente ela desmaiou nos braços da dama de companhia. Assim que o navio partiu, a imperatriz despertou de novo, afirmando não estar sentindo dor. Perguntou então "o que aconteceu"? e estas seriam suas últimas palavras. Perdeu a consciência. Para facilitar sua respiração seus espartilhos foram rapidamente cortados e retirados, e por fim os presentes puderam ver uma pequena ferida com duas gotas de sangue ficou visível em seu peito. Então a dama de companhia informou a verdadeira identidade de Elizabeth ao comandante do navio. Não havendo nenhum médico a bordo, o navio retornou ao porto para que a Imperatriz fosse levada ao seu quarto de hotel em uma maca improvisada com remos. Uma hora depois, no quarto de hotel, após muitas tentativas de reanimação, a imperatriz estava morta. 
A autópsia, realizada pelo Dr. Mégevand, mostrou que a lima havia atravessado 2,5 milímetros o ventrículo esquerdo, sendo que a ferida possuía ao todo 8,5 centímetros de profundidade. A imperatriz morreu vítima de hemorragia interna ocultada pela grande quantidade de roupas que vestia o que impediu o diagnóstico no momento do atentado.
Luigi Lucheni jamais soube que estava atendendo aos últimos desejos de sua vítima. Ele deu a Sissi a chance de morrer como havia desejado: uma morte imediata, sem dor, longe da sua família para não amedrontá-la, e cercada pela cidade que tanto apreciava.

## Prisão e Interrogatório

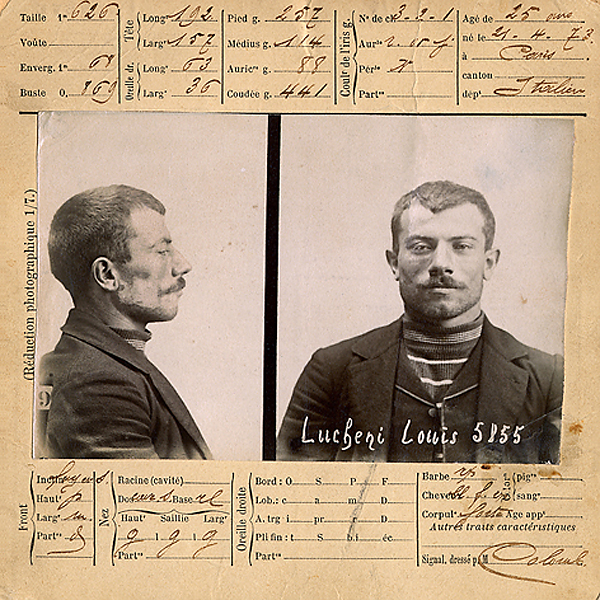
Ficha de Lucheni na Polícia Suíça.

Lucheni foi preso por quatro pessoas não muito longe do local do atentado quando tentava fugir. Em suas mãos e em sua roupa não foi encontrada sequer uma mancha de sangue e, na fuga, se livrara da lima que havia usado como arma. Esta só seria encontrada um dia depois com a publicação de um desenho feito a partir dos interrogatórios pela polícia suíça em jornais de grande circulação.
Quase todos os jornais da época descreveram Lucheni como um homem rústico, ameaçador e ignorante em contraste com as características de sua vítima, descrita como delicada, sensível e culta. A imagem de Lucheni, somada a de tantos outros anarquistas pobres haviam recorrido a métodos violentos em suas lutas contra o sistema, se tornaria o protótipo do vilão das classes perigosas, cuja capacidade de ação e imprevisibilidade atormentaria reis e membros das classes abastadas pelas próximas décadas.
Durante o interrogatório, Lucheni se mostrou satisfeito com o resultado de suas ações. Cumprimentava a todos que vinham tratar com ele com um sorriso. Cooperou com a polícia suíça afirmando ser seu o mérito pelo planejamento e execução do magnicídio de Sissi, realizado sem cúmplices. Para os investigadores, descreveu suas ações e sua vida com riqueza de detalhes. Quando interrogado pelo comissário de polícia sobre o motivo de seu gesto, respondeu: 

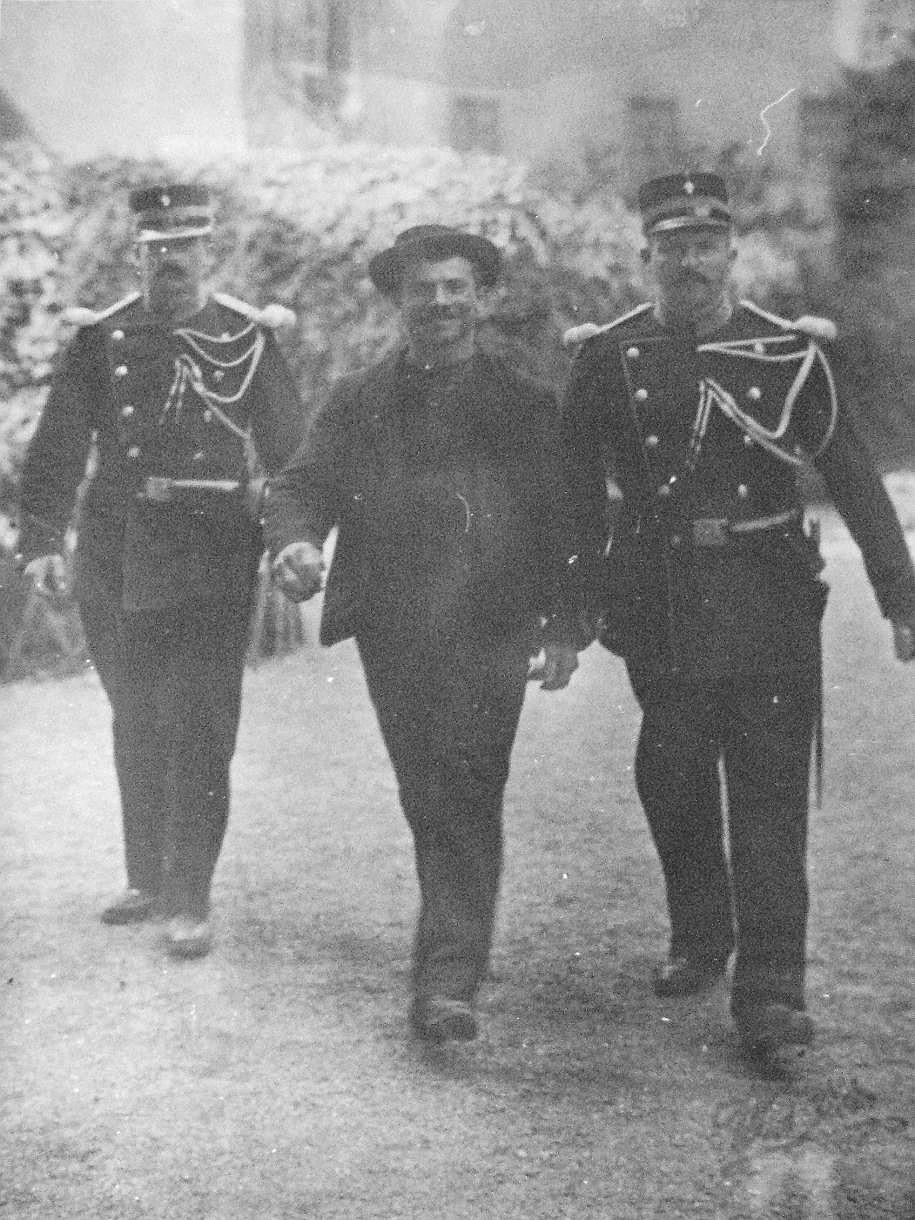
Lucheni sorridente sendo conduzido por oficiais após o primeiro interrogatório.

Porque sou anarquista. Porque sou pobre. Porque amo os operários e quero a morte dos ricos.

## Julgamento, condenação e morte
O julgamento de Lucheni aconteceu dois meses depois do assassinato em 10 de novembro de 1898. Ao fim do julgamento, o italiano foi por unanimidade considerado culpado pelo juri, sendo condenado à prisão perpétua em solitária. A condenação não foi bem recebida por Luigi Lucheni, que manifestou seu desejo pela pena de morte, por lhe trazer mais notoriedade.
Na cadeia aprendeu francês e escreveu suas memórias intituladas "Histoire d'un enfant abandoné, à fin du XIX siècle, racontée par lui-même" ou "Histórias de uma criança abandonada no fim do século XIX, contadas por ele mesmo". Na prisão, se dedicou ao estudo e à escrita de suas memórias, que foram "roubadas" pelos guardas em 1909. Revoltado com o roubo de seus manuscritos Luigi, que até então era um prisioneiro exemplar, passou a ser punido por sua má-conduta até que foi encontrado morto em sua cela em 19 de outubro de 1910. A versão oficial divulgada pelas autoridades austríacas afirma que Lucheni teria se suicidado. No entanto, sua morte seguiu envolta em mistério, jamais sendo esclarecido se se tratou mesmo de um suicídio ou de um assassinato.

## Após a morte
Após a autópsia, a cabeça de Luigi Lucheni foi cortada de seu corpo e enviada para o Instituto Médico Forense de Viena onde ficou conservada até 1985. Em fevereiro de 2000 a cabeça de Luigi Lucheni foi finalmente enterrada em uma vala comum com outros restos humanos utilizados por mais de um século, para estudos pelos anatomistas, no Cemitério Central de Viena.

### Conferência contra anarquistas
O assassinato de Isabel da Áustria foi um dos principais motivos da organização da Conferência Internacional de Roma pela Defesa Social Contra Anarquistas ocorrida de 24 de novembro à 21 de dezembro de 1898. Nesta conferência ficou acordado que a definição de anarquismo assumida pelas organizações presentes seria "qualquer ato em que a violência seja empregada com o objetivo de destruir a organização da sociedade". 

### Os manuscritos de Lucheni
Os manuscritos do anarquista permaneceram desaparecidos até 1938, quando foram adquiridos por um jovem de nome Santo Cappon, em uma loja de antiguidades. Santo Cappon interessou-se pelo achado, mas seu pai não quis que o filho se ocupasse do "pensamento de um assassino". Quando o pai faleceu, aos 103 anos, Santo Cappon, que havia se tornado um escritor, se voltou aos estudos das "Memórias". Nelas, Lucheni descreve todas suas angústias e sofrimentos que começam com o "abandono por parte da mãe por quem ele sentia amor e ódio". Pondera sobre "todas as injustiças que ambos sofreram em uma sociedade que não respeita os direitos de cada criança ter ao menos algum amor e felicidade".
A partir das memórias de Luigi Lucheni, o escritor reconstituiu as histórias do prisioneiro, da Imperatriz e do assassinato em um caderno colorido com imagens e documentos inéditos como a arma do crime, fotos da imperatriz e do assassino, o cortejo fúnebre, a prisão, a cela e os manuscritos originais. Em 2007 foi editado no Brasil o livro "Memórias do Assassino de Sissi", documento histórico único pois trata-se dos manuscritos de Luigi Lucheni compilados por Santo Cappon.

### Na cultura popular
Luigi Lucheni é um personagem memorável no musical biográfico Elisabeth de Michael Kunze e Sylvester Levay; nessa obra ele serve como um narrador sarcástico e provocador dos eventos da vida de Elisabeth e no final se torna seu executor. Seus argumentos se dão de forma a voltar a audiência contra a imperatriz, mas por fim é deixado para o espectador decidir sobre a personagem de Elisabeth. Ele também é um personagem de referência no escritos do autor polaco Bruno Schulz em sua coleção de contos A Rua dos Crocodilos (1934), numa história intitulada Treatise on Tailors' Dummies: Continuation, e em seu romance  Sanatório Sob o Signo de Hourglass (1937) no capítulo intitulado Primavera XXXI (como "Luccheni"). Luigi Lucheni é ainda personagem no romance de Norman Mailer O Castelo na Floresta (2007).